# Trebgast
Trebgast település Németországban, azon belül Bajorországban. Lakosainak száma 1561 fő (2023. december 31.).

## Népesség
A település népessége az elmúlt években az alábbi módon változott:
| Lakosok száma | 843  | 1348 | 1666 | 1652 | 1617 | 1603 | 1611 | 1610 | 1573 | 1561 |
|               | 1875 | 1950 | 1975 | 1987 | 2012 | 2014 | 2016 | 2017 | 2021 | 2023 |